# Hans Hinrich Zielche
Hans Hinrich Zielche (døbt 22. februar 1741 på Plön Slot, død 13. juni 1802 i København) var en tysk-dansk fløjtevirtuos og komponist.
1770 kaldtes han til det danske hof og blev, som uddannet fløjtespiller, medlem af Det Kongelige Kapel og tillige slotsorganist. Zielche nævnes ofte som ivrig deltager i det daværende københavnske musikliv, men var ingen fremragende musiker eller komponist (syngestykker, kantater, fløjtemusik med mere).

## Liv og gerning
Faderen, Hans Hinrich Zielche, var lakaj ved det plönske hof, specielt, som det synes, musicerende lakaj ved fløjten, og nedsatte sig 1744 som gæstgiver og købmand i Plön (død 17. Nov. 1783); moderen hed Anna Elisabeth f. Sahr (død 1787). Zielche kan i opvæksten på grund af den gode hofmusiks nærhed ikke have savnet vejledning i fløjtespil, som han særlig lagde sig efter, eller musikalsk undervisning overhovedet. I sin ungdom opholdt han sig en tid lang i Lübeck. Der fra drog han til Hamborg, hvor han i forening med Graf stod i spidsen for koncertforetagender.
I 1770 kaldtes han til det danske hof, i det man utvivlsomt havde den forestående omdannelse og udvidelse af Kapellet for øje, men foreløbig lønnedes han af kongens private kasse med kapelmestergage, 600 rigsdaler, som han beholdt, da han samme år ansattes som første fløjtenist i det nye Kapel, og hvorved han hævedes over alle sine kolleger, der i blandt sine gode bekendte fra det plønske kapel, i hvilket han dog aldrig havde været ansat. Et års tid efter blev han tillige hof- og slotsorganist. Man havde rig Lejlighed til at høre hans fortræffelige fløjtespil såvel i teatret som i forskellige klubber, ved hvis koncerter han meget hyppig optraadte. Virtuositetens nimbus omgav ham, og man sagde, at hans trille kun blev overgået af sangerinden Teresa Torres. Ved den naumannske kapelreform blev han en af de fire med særegne privilegier udrustede solospillere. Fløjtespillets mester, som indviede de store fløjtenisters række i Kapellet, kom dog ikke til at danne skole.
Som dramatisk komponist gjorde han et eneste forsøg med musikken til Ove Mallings lille 2 akts syngespil "Belsor i Hytten", der blev en forløber for de Ewald-Hartmannske syngespil, ligesom disse foranlediget ved teatrets bekjendtgørelse i 1773 om præmier for gode danske stykker af alle arter, hvorved ikke mindst tænktes på syngespil. Det opførtes 30. januar 1776 i anledning af kongens fødselsdag, men opnåede kun, og med et vist besvær, tre forestillinger. Et af Rahbeks ungdomsdigte "Musikkens Pris" gjorde Zielche, som Rahbek sagde, den ære at sætte musik til. Navnlig gav han sig af med instrumentalkompositioner, helst hvor fløjten havde hovedrollen. Nogle få udkom, således 6 sonater for fløjte og bas, der var kronprins Frederik "opofrede af Forfatteren", men en mængde fristede tilværelsen i manuskript. De have dog sikkert været i brug. 6 sonater, 12 duoer for 2 fløjter, 1 trio, 17 kvartetter for fløjte og andre instrumenter ejedes foruden flere af ham komponerede symfonier af fløjtedilettanten kammerherre Gjedde og overgik senere til Det Kgl. Bibliotek.
Fra Kapellet afskedigedes han i 1796, da han havde mistet evnen til at spille solo. Hans finanser var og havde længe været i den elendigste Forfatning; han ejede end ikke selv en fløjte og lånte Kapellets. Han plagedes af podagra og var i det hele meget svag. Den 13. juni 1802 døde han på Frederiks Hospital.
Han er begravet på Assistens Kirkegård. C. Limprecht har i 1781 udført en silhouet af ham (Det Kongelige Bibliotek, to udgaver).

## Hustru
Hans hustru var den italienske sangerinde Clara Elisabetta Maria Franzisca f. Almerigi, der første gang viste sig på den italienske operas scene i begyndelsen af 1771. Hun kaldtes den lille portugiserinde, var ikke egentlig primadonna, men tiltalte meget og fik ved operaens opløsning i foråret 1772 "som en besynderlig Naadegave" 200 rigsdaler for at rejse til Stockholm, hvor hun med sangeren Potenza gav to koncerter. Da hun kom tilbage, blev hun medlem af det nye diminutive operaselskab, men kun secunda donna. Om sommeren opholdt hun sig, i alt fald 1775 og 1776, da hun endnu ikke var gift, ved hoffet på Fredensborg Slot som kammersangerinde. Hun døde i København den 22. janur 1836, 84 år gammel.